# Communauté de communes du Pays de Dourgne
La communauté de communes du Pays de Dourgne est une ancienne communauté de communes française, située dans le département du Tarn.

## Historique
- Date de création : 31 décembre 2009.
- Date de dissolution : 31 décembre 2010

Les communes de Verdalle, Massaguel, Dourgne, Lagardiolle, Saint Avit ont adhéré à la Communauté de communes Sor et Agout. Les autres communes ont adhéré à la Communauté de communes du Lauragais-Revel-Sorèzois.

## Composition
Elle était composée des 8 communes suivantes :
- Dourgne
- Massaguel
- Lagardiolle
- Arfons
- Saint-Amancet
- Cahuzac
- Saint-Avit
- Belleserre